# Nadžd
Nadžd ali Nedžd (arabsko نَجْدٌ, izgovorjava [nad͡ʒd]) planota) je geografsko središče Saudove Arabije, ki predstavlja približno tretjino sodobnega prebivalstva države in od emirata Dirija deluje kot baza za vse kampanje združevanja Saudove hiše spraviti Arabijo pod enotno državo.
Zgodovinska pokrajina Nadžd je bila razdeljena na tri sodobne upravne regije, ki se uporabljajo še danes. Provinca Rijad, ki vključuje Vadi Hanifa in pobočje Tuvaik, kjer je vzhodna Jamama s saudsko prestolnico Rijad od leta 1824, in provinca Sudairi, ki ima glavno mesto v Majmahu. V drugi upravni enoti, Al-Kasim, so rodovitne oaze in sadovnjaki datljevih palm, ki se razprostirajo v visokogorju regije vzdolž Vadi Ruma v osrednjem Nadždu s prestolnico v Burajda, drugem največjem mestu Nadžde, z regijo, ki je zgodovinsko oporekala rodbini Rašid na severu in rodbini Saud na vzhodu in jugu. Tretja upravna enota je severni Ḥaʼil, ki vključuje gore Džabal Šamar, kjer je glavno mesto Taj Ḥaʼil.

## Zgodovina

### Pred 6. stoletjem
Regija Nadžd je dom Al-Magarja, ki je bila napredna prazgodovinska kultura neolitika, katere središče je bilo v današnjem jugozahodnem Nadždu. Al-Magar je verjetno ena od prvih kultur na svetu, kjer je prišlo do razširjenega kmetijstva in udomačevanja živali, zlasti konj, v obdobju neolitika, preden so podnebne spremembe v regiji povzročile dezertifikacijo. Radiokarbonsko datiranje več predmetov, odkritih v Al-Magarju, kaže na starost približno 9000 let.
Novembra 2017 so v Šuvajmisu, območju približno 370 km jugozahodno od mesta Ha'il, odkrili prizore lova, ki prikazujejo podobe udomačenih psov, ki spominjajo na kanaanskega psa in nosijo povodce. Ti so datirani 8000 let pred sedanjostjo in veljajo za najzgodnejše znane upodobitve psov na svetu.
V antičnem obdobju so Nadžd naselila številna plemena, kot so Kinditi, Taj in mnoga druga. Taji so pod vodstvom Usme bin Luaija (arabsko عصمة بن لؤي) oplenili gore Aja in Samra iz Banu Tamima v severni Arabiji v svojem eksodusu iz Jemna okoli leta 115 n. št. Te gore so zdaj znane kot gore Šamar. Taj Šamaris so stoletja postali pastirski nomadski pastirji kamel in rejci konj v severnem Nadždu s stalno naseljeno frakcijo, ki je vladala plemenski ligi iz njihovega glavnega mesta Ha'il.
V 5. stoletju našega štetja so plemena Severne Arabije postala velika grožnja trgovski liniji med Jemnom in Sirijo. Ḥimjariti iz Sabe so se odločili ustanoviti vazalno državo, ki je nadzorovala Srednjo in Severno Arabijo. Kindijci, ki so v grških virih omenjeni kot Činedakolpitai (grško Χινεδακολπιται), so pridobili moč in število za to vlogo in leta 425 n. št. je Ḥimjaritski kralj Ḥasan ibn 'Amr ibn Tubba' postavil Ḥujr 'Akīl al-Murār ibn 'Amr za prvega kralja (Ḥujr) Kindaha. Ustanovili so kraljestvo Kinda v Nadždu v osrednji Arabiji za razliko od organiziranih držav Jemna; njeni kralji so bolj vplivali na številna povezana plemena zaradi osebnega prestiža kot zaradi prisilne oblasti. Njihova prva prestolnica je bila Karjat Dhāt Kāhil, danes znana kot Karjat al-Fāv.
Ghassānidi, Lakhmidi in Kinditi so bili vsa kraljestva Kahlānī in Qaḥṭānī, ki so uspevala v Nadždu. V 5. in 6. stoletju našega štetja so se Kindijci prvič resnično usklajeno potrudili združiti vsa plemena Srednje Arabije prek zavezništev in se osredotočili na vojne z Lakhmidi. Al-Ḥārith ibn 'Amr, najslavnejši med njihovimi kralji, je končno uspel zavzeti lakhmidsko prestolnico al-Ḥirah v južnem sodobnem Iraku. Kasneje okoli leta 529 pa je al-Mundhir ponovno zavzel mesto in usmrtil kralja Ḥāritha in okoli petdeset članov njegove družine.
Leta 525 so Aksumiti vdrli v Ḥimjar, kar je vplivalo na Kindijce, ki so izgubili podporo Ḥimjaritov. V treh letih se je kraljestvo Kindite razdelilo na štiri skupine: Asad, Taghlib, Qays in Kinānah, vsako pa je vodil princ iz Kindaha. Te majhne kneževine so bile nato strmoglavljene v 530. in 540. letih v seriji uporov plemen Adnānī Najd in Ḥidžās. Leta 540 so Lakhmidi uničili vse kinditske naselbine v Nedždu, zaradi česar so se večina preselili v Jemen. Kindijci in večina arabskih plemen so svoje zveze zamenjali z Lakhmidi.
- Plošča z ma'inskim napisom in dvema kozorogoma (1. stoletje pr. n. št. - 1. stoletje n. št.), Karjat al-Fav
- Fragment stenske poslikave z zodiakalnim motivom (1.-3. stoletje n. št.), Karjat al-Fav
- Velika starodavna kamnita rezbarija iz leta 8100 pred našim štetjem kopitarja – živali iz družine konj, najdena v Al-Magarju. Sam kos, ki meri 86 cm v dolžino in 18 cm v debelino in tehta več kot 135 kg, je velik kiparski fragment, ki prikazuje glavo, gobec, ramo in vihra konja.[8]

### Mohamedovo obdobje
Med obdobjem islamskega preroka Mohameda je ta izvajal vojaške pohode na tem območju. Prvi je bil Nedžd karavanski pohod proti Kurejšijem, ki se je zgodil leta 624. Mečani pod vodstvom Safvana ibn Omajaha, ki je živel od trgovine, so poleti odšli v Sirijo zaradi svojih sezonskih trgovskih poslov. Potem ko je Mohamed prejel obvestilo o poti karavane, je ukazal Zaydu ibn Harithu, naj gre za karavano; uspešno so jo ujeli ter zaseglii 100.000 dirhamov vreden plen.
Invazija na Nedžd se je zgodila v Rabi' Ath-Thani ali Jumada Al-Awwal, 4 AH (tj. oktobra 625 n. št.). Mohamed je vodil svoje borce v Nedžd, da bi prestrašil nekatera plemena, za katera je verjel, da imajo sumljive namene. Nekateri učenjaki pravijo, da je ekspedicija Dhat al-Riqa potekala v Nedždu kot del te invazije.
Najbolj verodostojno mnenje glede na Saifur Rahman al Mubararakpuri pa je, da je akcija Dhat Ar-Riqa' potekala po padcu Khaibarja (in ne kot del invazije na Nedžd). To podpira dejstvo, da sta bila bitki priča Abu Hurairah in Abu Musa Al-Ash'ari. Abu Hurairah je sprejel islam le nekaj dni pred Khaibarjem, Abu Musa Al-Ash'ari pa se je vrnil iz Abesinije, današnje Etiopije, in se pridružil Mohamedu v Khaibarju. Pravila, ki se nanašajo na molitev strahu, ki jih je Muhammad upošteval pri kampanji Dhat Ar-Riqa', so bila razkrita ob invaziji Asfana in ti učenjaki pravijo, da so se zgodila po Al-Khandaqu.
V Nedždu je potekala tudi ekspedicija Katan. Pleme Banu Asad ibn Khuzajmah (ne zamenjujte ga s plemenom Banu Asad) je bilo močno pleme, povezano s Kurejšiji. Prebivali so blizu hriba Katan, v bližini Fajda, v Nedždu. Mohamed je prejel obveščevalna poročila, da načrtujejo napad na Medino, zato je poslal enoto 150 mož pod vodstvom Abu Salama 'Abd Allaha ibn 'Abd al-Asada, da nenadoma napade to pleme.

### Kasnejše obdobje
Za razliko od okoliških območij Nadžd ni bil del Osmanskega cesarstva ali drugih kolonialnih sil.
Od 18. stoletja je bil Nadžd izhodišče vahabitskega gibanja in vzpona rodbine Saud, vendar so se zanj borili predvsem s Šamarjem.
Leta 1921 je Abd al-Aziz ibn Saud ustanovil sultanat Nadžd. Potem ko je leta 1924 osvojil kraljestvo Hidžas, se je leta 1926 razglasil za kralja »Hidžasa in Nadžda ter sosednjih držav«. Leta 1932 se je »Kraljevina Hidžaz in Nadžd« preimenovala v »Arabsko-Saudsko kraljestvo« (Savdska Arabija).

## Geografija

### Meje
Arabska beseda najd dobesedno pomeni 'gorje' in se je nekoč uporabljala za različne regije na Arabskem polotoku. Vendar je bila najbolj znana med njimi v zadnjem času osrednja regija polotoka, ki je na zahodu približno omejena z gorovjem Hedžas in Jemnom ter na vzhodu z zgodovinsko regijo Vzhodne Arabije in na severu z Irakom in Sirijo.
Srednjeveški muslimanski geografi so porabili veliko časa za razpravo o natančnih mejah zlasti med Hedžasom in Nadždom, vendar so na splošno postavili zahodne meje Nadžda tam, kjer so se zahodne gorske verige in korita lave začele nagibati proti vzhodu, in postavile vzhodne meje Nadžda na ozkem pasu rdečih peščenih sipin, znanem kot puščava Ad-Dahna, približno 100 km vzhodno od današnjega Rijada. Južna meja je bila vedno postavljena na veliko morje peščenih sipin, ki je danes znano kot Rub al-Hali (Prazna četrt), medtem ko so jugozahodne meje označene z dolinami Vadi Ranjah, Vadi Biša in Vadi Tathlith.
Severne meje Nadžda so sčasoma močno nihale in srednjeveški geografi so jim namenili veliko manj pozornosti. V zgodnjih islamskih stoletjih je veljalo, da se Nadžd razprostira daleč proti severu do reke Evfrat, ali natančneje, do obzidja Khosrau, ki ga je zgradilo Sasanidsko cesarstvo kot oviro med Arabijo in Irakom tik pred prihodom islama. Sodobna raba izraza zajema regijo Al-Jamama, ki zgodovinsko ni vedno veljala za del Nadžda in je bila v preteklih stoletjih vključena v širšo definicijo Nadžda.

### Topografija
NaDžd je planota, na nadmorski višini 762 do 1525 m in se spušča navzdol od zahoda proti vzhodu. Vzhodni deli (zgodovinsko bolj znani kot Al-Jamama) so označeni z oaznimi naselbinami z veliko kmetijskimi in trgovskimi dejavnostmi, medtem ko je ostalo tradicionalno redko naseljeno z nomadskimi beduini. Glavne topografske značilnosti vključujejo dvojni gori Aja in Salma na severu blizu Ha'ila, visokogorje Džabal Šamar in gorovje Tuvaik, ki teče skozi njegovo središče od severa proti jugu. Pomembne so tudi različne suhe rečne struge (vadi), kot so Vadi Hanifa blizu Rijada, Vadi Na'am na jugu, Vadi Al-Rumah v provinci Al-Kasim na severu in Vadi ad-Davasir na skrajni južni točki Nadžda na meji z Nadžranom. Večina vasi in naselij je vzdolž teh vadijev, zaradi sposobnosti teh, da ohranjajo dragoceno deževnico v sušnem puščavskem podnebju, medtem ko so druge v bližini oaz.
Zgodovinsko gledano je bil Nadžd sam razdeljen na majhne province, sestavljene iz ozvezdij majhnih mest, vasi in naselij, pri čemer je vsako običajno osredotočeno na eno "prestolnico". Še danes priznavajo te razdelitve, saj vsaka provinca ohranja svojo različico nadždinskega narečja in običajev. Najvidnejše med temi provincami so Al-'Aridh, ki vključuje Rijad in zgodovinsko saudsko prestolnico Dirija; Al-Qassim, s prestolnico v Buraidah; Sudair, s središčem na Al Majma'ah; Al-Vašm, osredotočen na Šakra; in Džebel Šammar s prestolnico Ha'il. Pod današnjo Saudovo Arabijo pa je Nadžd razdeljen na tri upravne regije: Ha'il, Al-Kasim in Rijad, ki obsegajo skupno površino 554.000 km².
- Jezero v 120 km dolgi dolini Wadi Hanifa, ki seka skozi Rijad
- Območje 'Uqdah na obrobju Ha'ila
- Puščava An Nafud na obrobju Rijada z Džabal Tuvaik v ozadju

### Večja mesta
Rijad je največje mesto v Nadždu, pa tudi največje mesto v državi kot celoti, z več kot 7.676.654 prebivalci od leta 2018. Druga mesta so Ḥaʼil (936.465 leta 2021), Buraidah (745.353 leta 2021), Unaizah (163.729 leta 2010) in Ar Rass (133.000 leta 2010). Manjša mesta in vasi so Sudair, Al-Kharj, Dawadmi, 'Afif, Al-Zilfi, Al Majma'ah, Shaqraa, Tharmada'a, Dhurma, Al-Gway'iyyah, Al-Hareeq, Hotat Bani Tamim, Layla, As Sulayyil in Wadi ad-Dawasir, najjužnejša naselbina v Nadždu.

## Gospodarstvo
Nadžd je dom številnih kmetij datljev in velikih kmetijskih površin. V začetku 20. stoletja je proizvajal sukno iz grobe volne in široko paleto kmetijskih pridelkov.

## V popularni kulturi
Prvi roman Bahiyyiha Nakhjavanija The Saddlebag – A Fable for Doubters and Seekers opisuje dogodke, postavljene na planoto Nadžd ob romarski poti med Meko in Medino v letih 1844–1845.
Tekmovanje, ki je potekalo na Bližnjem vzhodu, je osvetlilo nov lik v slavni videoigri SNK Playmore, The King of Fighters XIV. Ta lik je pod imenom Nadžd.

## Sklic
1. ↑  »What does nejd mean?«. www.definitions.net. Pridobljeno 16. aprila 2023.
2. ↑  »History | The Embassy of The Kingdom of Saudi Arabia«. www.saudiembassy.net. Arhivirano iz prvotnega spletišča dne 26. decembra 2018. Pridobljeno 16. aprila 2023.
3. ↑  
Sylvia, Smith (26. februar 2013). »Desert finds challenge horse taming ideas«. BBC. BBC. Pridobljeno 13. novembra 2016.; John, Henzell (11. marec 2013). »Carved in stone: were the Arabs the first to tame the horse?«. thenational. thenational. Pridobljeno 12. novembra 2016.
4. ↑  »Al-Magar Civilization Domestication of Horses in Saudi Arabia?«. New Public Scientific Portal for: Paleolithic & Neolithic Rock Art Cave Paintings & Rock Engravings - Thomas Kummert. Arhivirano iz prvotnega spletišča dne 7. januarja 2018. Pridobljeno 18. junija 2018.
5. ↑  »These may be the world's first images of dogs—and they're wearing leashes«. Science Magazine - David Grimm. Pridobljeno 18. junija 2018.
6. ↑  History of Arabia – Kindah. Encyclopædia Britannica. Retrieved 11 February 2012.
7. ↑  »Kindah (people)«. Encyclopædia Britannica. Pridobljeno 18. junija 2013.
8. ↑  »The rock art of Saudi Arabia«. Bradshaw Foundation - Dr. Majeed Khan. Pridobljeno 1. avgusta 2021.
9. ↑  Mubarakpuri, The sealed nectar: biography of the Noble Prophet, p. 290.
10. ↑  Rahman al-Mubarakpuri, Saifur (2005), The Sealed Nectar, Darussalam Publications, str. 192, ISBN 9798694145923
11. ↑  Mubarakpuri, The sealed nectar: biography of the Noble Prophet, p. 349.
12. ↑  Ibn Sa’d, vol.ii, p. 150.
13. ↑  جريدة الرياض – عين على القصيم Arhivirano 2013-07-29 na Wayback Machine..